# Shinnecock Hills
Shinnecock Hills és una concentració de població designada pel cens dels Estats Units a l'estat de Nova York. Segons el cens del 2000 tenia 1.749 habitants.

## Demografia
Segons el cens del 2000, Shinnecock Hills tenia 1.749 habitants, 502 habitatges, i 313 famílies. La densitat de població era de 326,2 habitants per km².
Dels 502 habitatges en un 24,1% hi vivien nens de menys de 18 anys, en un 52,8% hi vivien parelles casades, en un 6,8% dones solteres, i en un 37,6% no eren unitats familiars. En el 27,7% dels habitatges hi vivien persones soles el 14,5% de les quals corresponia a persones de 65 anys o més que vivien soles. El nombre mitjà de persones vivint en cada habitatge era de 2,45 i el nombre mitjà de persones que vivien en cada família era de 3.
Per edats la població es repartia de la següent manera: un 13,8% tenia menys de 18 anys, un 34% entre 18 i 24, un 17,6% entre 25 i 44, un 20,5% de 45 a 60 i un 14,1% 65 anys o més.
L'edat mediana era de 28 anys. Per cada 100 dones de 18 o més anys hi havia 78,8 homes.
La renda mediana per habitatge era de 72.500 $ i la renda mediana per família de 89.211 $. Els homes tenien una renda mediana de 51.172 $ mentre que les dones 32.500 $. La renda per capita de la població era de 28.378 $. Entorn del 7,7% de les famílies i el 13,9% de la població estaven per davall del llindar de pobresa.